# DeSagana Diop
Pour les articles homonymes, voir Diop.
Ngagne DeSagana Diop, ou DeSagana Diop, ou Gana Diop, né le 30 janvier 1982 à Dakar au Sénégal, est un joueur et entraîneur sénégalais de basket-ball. C'est un pivot de formation (2,13 m, 127 kg).

## Biographie
Diop commence le basket-ball à l'âge de 15 ans et, durant sa dernière année de lycée compile 14,6 points, 13,2 rebonds et 8 contres. Cette impressionnante ligne de statistiques lui vaut le titre de Joueur de Virginie de l'année, décerné par le journal USA Today. Son école, la Oak Hill Academy, atteint la première place nationale avec 33 victoires et aucune défaite.

## Carrière enNBA
Diop est drafté dès sa sortie de la Oak Hill Academy de Mouth of Wilson (Virginie) par les Cavaliers de Cleveland à la 8e place de la draft 2001. Il joue 193 matchs en 4 saisons pour les « Cavs », presque tous en tant que remplaçant. Il marque en moyenne 1,6 point, capte 2,6 rebonds et place 0,8 contre en 10,8 minutes par match. Ses problèmes de condition physique, de poids et ses nombreuses blessures ne lui permettent jamais de combler les espérances des fans des Cavaliers.
Agent libre, Diop signe chez les Mavericks de Dallas le 19 août 2005 un contrat de trois ans. Même si la plupart des partisans des « Mavs » sont sceptiques à son arrivée, Diop est une bonne surprise. Il s'établit comme un défenseur vigoureux, rebondeur efficace, et permet à Erick Dampier, le pivot titulaire, de souffler un peu. Après le 31 décembre 2005, il débute presque tous les matchs. Son temps de jeu moyen monte presque jusqu'à 18 minutes, et il est désormais considéré comme un role player honorable. Lors d'un match d'avant-saison face aux Knicks de New York, Diop marque le panier de la victoire sur une claquette, après un tir raté de Keith Van Horn. Contre les Nuggets de Denver, en novembre, il enregistre 16 rebonds et un record personnel de 6 contres - dont l'un empêchant Carmelo Anthony de tirer pour la victoire.
Même si la saison 2005-2006 est clairement celle de la révélation pour Diop, il continue à travailler assidûment. Lors d'une interview pour un journal de Dallas, il affirme que son principal objectif de l'été 2006 est d'améliorer sa condition physique et ses mouvements au poste bas. Il sait qu'il a besoin d'un arsenal honnête dans la raquette pour s'imposer comme pivot titulaire dans la rotation des Mavs.
La défense de Diop est reconnue et applaudie. Lors de la saison 2005-2006, il se classe 11e au nombre total de contres, 14e au nombre de contres par match et deuxième au nombre de contres par 48 minutes.

## Profil du joueur
Diop est avant tout un spécialiste de la défense. C'est un excellent contreur grâce à sa grande envergure, et il est assez athlétique et mobile pour tenir des pivots plus rapides que lui. Même si son jeu offensif est assez limité, il possède un petit tir à quatre, cinq mètres qu'il n'utilise presque jamais. Il se contente souvent d'écraser un dunk ou deux. De plus, il s'investit énormément et il ne semble jamais fatigué sur le parquet, même si sa propension à faire des fautes limite son temps de jeu à d'assez courtes séquences.
Son éthique de travail, sa progression au rebond et au tir donne des idées à Avery Johnson, qui décide de le lancer comme titulaire à la place de l'expérimenté Erick Dampier. Les Mavericks réalisent une série de 13 victoires consécutives dès après ce changement. Durant ses quatre maigres saisons à Cleveland, Diop avait la réputation d'avoir des kilos en trop et d'être paresseux. Après avoir rejoint les Mavericks, il perd beaucoup de poids et efface cette mauvaise image pour la remplacer par celle d'un titulaire d'une grosse cylindrée de la NBA.
Lors du septième match des demi-finales 2006 contre les Spurs de San Antonio, Diop arrache deux rebonds offensifs essentiels et défend bien sur Tim Duncan durant le 4e quart-temps et la prolongation, malgré un nez cassé. Il marque aussi un panier très important sur un dunk durant la prolongation, qui permet à Dallas de prendre 4 points d'avance.

## Records sur une rencontre en NBA
Les records personnels de DeSagana Diop en NBA sont les suivants, :
| Type de statistique        | Saison régulière | Saison régulière            | Saison régulière | Playoffs | Playoffs                   | Playoffs      |
| Type de statistique        | Record           | Adversaire                  | Date             | Record   | Adversaire                 | Date          |
| -------------------------- | ---------------- | --------------------------- | ---------------- | -------- | -------------------------- | ------------- |
| Points                     | 10               | 4 fois                      | 4 fois           | 11       | Warriors de Golden State   | 1er mai 2007  |
| Paniers marqués            | 5                | @ Timberwolves du Minnesota | 11 avril 2007    | 5        | Warriors de Golden State   | 1er mai 2007  |
| Paniers tentés             | 9                | 2 fois                      | 2 fois           | 5        | 2 fois                     | 2 fois        |
| Paniers à 3 points réussis | 1                | Clippers de Los Angeles     | 19 avril 2006    | -        | -                          | -             |
| Paniers à 3 points tentés  | 1                | 6 fois                      | 6 fois           | -        | -                          | -             |
| Lancers francs réussis     | 6                | Rockets de Houston          | 22 novembre 2005 | 3        | @ Heat de Miami            | 15 juin 2006  |
| Lancers francs tentés      | 8                | Rockets de Houston          | 22 novembre 2005 | 5        | @ Heat de Miami            | 15 juin 2006  |
| Rebonds offensifs          | 9                | 2 fois                      | 2 fois           | 5        | 2 fois                     | 2 fois        |
| Rebonds défensifs          | 10               | 3 fois                      | 3 fois           | 10       | @ Warriors de Golden State | 29 avril 2007 |
| Rebonds totaux             | 16               | Nuggets de Denver           | 15 novembre 2005 | 13       | @ Warriors de Golden State | 29 avril 2007 |
| Passes décisives           | 4                | 3 fois                      | 3 fois           | 1        | 4 fois                     | 4 fois        |
| Interceptions              | 5                | Clippers de Los Angeles     | 19 avril 2006    | 2        | 4 fois                     | 4 fois        |
| Contres                    | 6                | 3 fois                      | 3 fois           | 4        | @ Warriors de Golden State | 29 avril 2007 |
| Balles perdues             | 5                | 2 fois                      | 2 fois           | 2        | 2 fois                     | 2 fois        |
| Minutes jouées             | 40               | Rockets de Houston          | 5 novembre 2007  | 32       | Suns de Phoenix            | 26 mai 2006   |

- Double-double : 2
- Triple-double : 0

## Divers
- Diop parle cinq langues : arabe, anglais, français, wolof et un peu d'espagnol. Durant l'été 2004, il participe au programme Basketball Without Borders en Afrique.
- En mars 2006, deux fans des Mavs produisent une version remodelée de la chanson hip hop Jump de Kris Kross. Le refrain est passé de Jump ! Jump ! à Diop ! Diop ! (prononciation très semblable), et le clip rend hommage à l'habileté au contre de Diop. Elle devient tellement populaire que les Mavericks commencent à passer la vidéo lors des matchs à domicile. Diop avoue : « Je me souviens, la première fois qu'ils ont passé la vidéo, pendant un temps-mort, j'étais en train d'essayer d'écouter ce que le coach disait mais je n'arrêtais pas de jeter des regards furtifs à la vidéo. »
- Depuis juin 2009 Diop est marié à Sokhna Aita Diagne.